# Always on Display

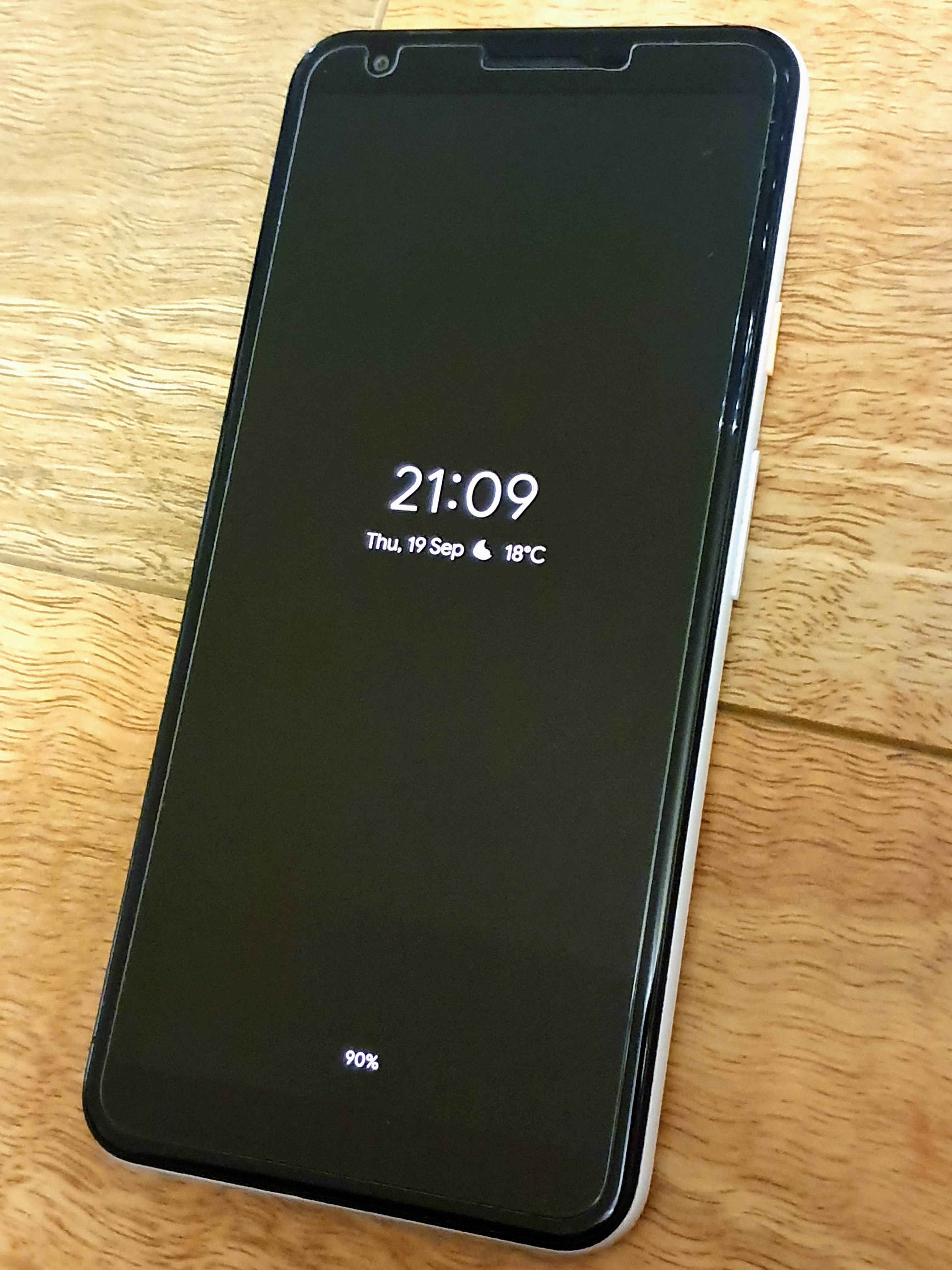
Un Pixel 3a XL que muestra Always on Display

Always On Display (AOD) es una función de todos los teléfonos inteligentes con pantallas OLED y AMOLED que hace que el dispositivo continúe mostrando información limitada mientras el teléfono está inactivo. Está ampliamente disponible en teléfonos Android y en este mismo la función puede tener otros nombres como Ambient Display o Active Display dependiendo de su implementación y comportamiento. Según el diseño del teléfono, puede ser una característica que remplaza o complementa al LED de notificaciones.
Ejemplo de always on display de Samsung

## Descripción
Un teléfono con AOD habilitado mantiene encendida una parte limitada de la pantalla durante el modo de suspensión. En lugar de que el LED de notificaciones parpadee para servir como indicador de cualquier mensaje entrante o notificación que el usuario pueda necesitar revisar, Always on Display muestra la hora, la fecha y el estado de la batería de forma predeterminada, pero se puede configurar para mostrar también varios tipos de notificaciones según su contexto o salvapantallas.
Diferentes marcas y modelos de Android tienen un comportamiento diferente para esta característica. Algunos teléfonos tendrán la pantalla apagada hasta que lleguen nuevas notificaciones, después de lo cual la pantalla estaría activa durante unos segundos o permanecería encendida hasta que el usuario interactúe con el dispositivo para leer o descartar la notificación (esencialmente, toda la pantalla sirve como un LED de notificaciones más grande); otros, en cambio, hacen que la pantalla del teléfono se active cuando ocurre un evento externo, como cuando se levanta o se interactúa con la pantalla. Estas versiones suelen llamarse Ambient display, en contraposición a un verdadero Always On Display donde al menos parte de la pantalla permanece encendida en todo momento. Una vez más, dependiendo del fabricante, es posible que no todas las aplicaciones sean compatibles para mostrar notificaciones con esta función; y que solo sean compatibles las aplicaciones propias o las aplicaciones populares.

## Historia
Esta tecnología fue introducida por primera vez por Nokia en 2009 en el N86 y más ampliamente adoptada con sus teléfonos AMOLED Symbian en 2010 (los Nokia N8, C7, C6-01 y E7). Se convirtió en una función estándar en la mayoría de los teléfonos Windows Nokia Lumia en 2013, junto con la aplicación Nokia Glance Screen. En 2016, Samsung integró su propia versión en sus dispositivos Galaxy S7 y S7 Edge, siendo uno de los primeros fabricantes además de Nokia en incluir esta característica. Desde entonces, la función se ha implementado ampliamente en teléfonos Android, incluidos Huawei (Mate 10 Pro, P20 Pro), Motorola (Moto X, Z, G), LG (G5, G6, G7, V30, V35, V40, V60), Samsung (Galaxy A3 (2017), A7 (2017, 2018), A30/50/70/80/90/31/51/71/32 4G/52x/72, S7/8/9/10/20/21/22, Note FE/8/9/10/20, Z Fold/Fold 2/Fold 3/Fold 4 - Flip/Flip 2/Flip 3/ Flip 4) y Google Pixel (Pixel 2, Píxel 3, Píxel 3a, Píxel 4, Píxel 4a, Píxel 5, Píxel 5a, Píxel 6/6 Pro.)

## Impacto de la batería
La función Always On Display consume energía, aunque los teléfonos de la serie Samsung Galaxy S7 y posteriores que popularizaron la función están construidos con pantallas AMOLED que apagan los píxeles negros. En las pantallas de los teléfonos AMOLED de hoy en día, es cierto que solo es necesario encender unos pocos píxeles, pero es necesario moverlos para evitar que se quemen. Los colores, los sensores y los procesadores consumen energía mientras se usa AOD, lo que genera un consumo adicional de aproximadamente el 3% de la batería.
En las pantallas LCD, la luz de fondo debe estar encendida,  incluso si solo una parte de la pantalla muestra información, por lo que esta función consume una cantidad significativa de energía en comparación con un LED de notificaciones.
Por lo general, una solución llamada Ambient Display enciende la pantalla solo cuando hay notificaciones presentes, luego permanece encendida, pero se apaga cuando se borran o pasa un cierto tiempo, esto consumirá la menor cantidad de energía de la batería y seguirá llamando la atención del usuario cuando sea necesario. En contraste, Always on Display mantendrá la pantalla encendida, todo el tiempo, para mostrar alguna información, incluso si las notificaciones pueden no estar presentes. Dado que la fecha y la hora son menos esenciales que el estado de la batería o las notificaciones que pueden requerir la atención inmediata del usuario, AOD se puede personalizar en muchas implementaciones basadas en aplicaciones para mostrar solo notificaciones o elegir selectivamente lo que se muestra.

## Opciones adicionales
En algunos teléfonos, la función Always On Display/Ambient Display puede alternarse por horarios, como durante la noche o cuando el sensor de proximidad detecta que el dispositivo está en un bolsillo. Puede haber una opción para que el teléfono mantenga la pantalla encendida solo cuando el usuario interactúe con las notificaciones.